# Clarence Pinkston
Clarence Pinkston (n. 1 februarie 1900, Wichita, Kansas, SUA – d. 18 noiembrie 1961, Detroit, Michigan, SUA) a fost un săritor în apă ce a reprezentat Statele Unite ale Americii, medaliat olimpic. A participat la 2 ediții ale Jocurilor Olimpice (1920, 1924) în care a câștigat o medalie de aur, o medalie de argint și două medalii de bronz.